# マイケル・ボクソール
マイケル・ボクソール（Michael Boxall 、1988年8月18日 - ）は、ニュージーランド・オークランド出身のプロサッカー選手。ニュージーランド代表。ミネソタ・ユナイテッドFC所属。ポジションはDF。

## クラブ経歴
2011年のMLSサプリメンタルドラフトでバンクーバー・ホワイトキャップスに1位指名された。2011年3月17日にクラブとの契約に合意し、3月19日のMLS開幕戦・トロントFC戦でプロデビューを果たした。2012年シーズンは3試合に出場した後、2012年6月22日にクラブとの契約を解消した。
2012年7月10日、母国ニュージーランドのウェリントン・フェニックスに2年契約で正式加入することがクラブによって発表された。

## 代表歴
各年代でニュージーランド代表に選出されている。U-20代表ではU-20ワールドカップ・オセアニア予選および2007 FIFA U-20ワールドカップに出場し、トータルでは14試合で無得点だった。
2008年にはU-23代表の一員として、オリンピックのサッカー競技では同国初参加となる北京オリンピックに出場した。
2011年3月25日の中国代表戦でA代表初出場を飾った。

## タイトル
クラブ
オークランド
- ノーザンプレミアリーグ – 2007[8]
- ニュージーランド・フットボールチャンピオンシップ – 2007[8]

スーパースポーツ
- ネドバンク・カップ: 2016, 2017

代表
- OFCネイションズカップ: 2016